# Hato Corozal
Hato Corozal – miasto w Kolumbii, w departamencie Casanare.